# 弗拉塔鄉 (梅赫丁茨縣)
44°12′N 22°51′E / 44.200°N 22.850°E
弗拉塔鄉（羅馬尼亞語：Comuna Vrata, Mehedinți），是羅馬尼亞的鄉份，位於該國西南部，由梅赫丁茨縣負責管轄，面積46平方公里，海拔高度60米，2007年人口2,169，人口密度每平方公里47人。